# Система рейтингов Американской киноассоциации
Система рейтингов Американской киноассоциации (англ. MPAA film rating system) — принятая в США система оценки содержания фильма, введённая Американской киноассоциацией (MPAA). В зависимости от полученной оценки зрительская аудитория картины может быть ограничена за счёт исключения из неё детей и подростков. Рейтинг Американской киноассоциации играет важную роль в прокатной судьбе фильма. Система введена в действие 1 ноября 1968 года и с некоторыми незначительными изменениями используется до сих пор.

## Рейтинги Американской киноассоциации
В настоящее время выходящий в американский прокат фильм может получить один из пяти следующих рейтингов:

### Рейтинг G
Рейтинг G — General audiences
Фильм демонстрируется без ограничений. Данный рейтинг показывает, что оценённый фильм не содержит ничего, что большинство родителей могло бы посчитать неприемлемым для просмотра или прослушивания даже самыми маленькими детьми. Обнажение, сексуальные сцены и сцены приёма наркотиков отсутствуют; насилие минимально; могут употребляться выражения, выходящие за пределы вежливой беседы, но только те, которые постоянно встречаются в повседневной речи. Более грубая лексика в фильмах с рейтингом G употребляться не может.

### Рейтинг PG
Рейтинг PG — Parental guidance suggested
Детям рекомендуется смотреть фильм с родителями. Некоторые материалы могут не подходить для детей. Этот рейтинг показывает, что родители могут найти некоторые из сцен в фильме неподходящими для детей и что родителям рекомендуется посмотреть фильм, прежде чем показывать его детям. Явные сексуальные сцены и сцены употребления наркотиков отсутствуют; нагота, если присутствует, только в очень ограниченной степени, могут быть использованы лёгкие ругательства и представлены сцены насилия, но только в очень умеренных количествах.

### Рейтинг PG-13
Рейтинг PG-13 — Parents strongly cautioned
Просмотр не желателен детям до 13 лет. Данный рейтинг показывает, что оценённый фильм может быть неподходящим для детей. Родители должны быть особенно осторожны, разрешая своим маленьким детям просмотр. Может присутствовать умеренное или грубое насилие; могут присутствовать сцены с наготой; возможны ситуации с сексуальным контекстом; могут присутствовать некоторые сцены употребления наркотиков; можно услышать единичные употребления грубых ругательств.

### Рейтинг R
Рейтинг R — Restricted
Лица, не достигшие 17-летнего возраста, допускаются на фильм только в сопровождении одного из родителей, либо законного представителя. Данный рейтинг указывает на заключение оценочной комиссии, что некоторый материал оценённого фильма предназначается только для взрослых. Родители должны больше узнать о фильме, прежде чем взять на его просмотр подростков. Рейтинг R может быть назначен из-за частого употребления непристойной лексики, продолжительных сцен насилия, полового акта или употребления наркотиков.

### Рейтинг NC-17
Рейтинг NC-17 — No One 17 & Under Admitted
Лица 17-летнего возраста и младше на фильм не допускаются. Данный рейтинг показывает, что оценочная комиссия полагает, что, по мнению большинства родителей, фильм явно для взрослых, и детей до 17 лет нельзя допускать до просмотра. Фильм может содержать явные сексуальные сцены, большое количество непристойной и сексуальной лексики, или сцен чрезмерного насилия. Рейтинг NC-17, однако, ещё не означает, что данный фильм является непристойным или порнографическим, как в повседневном, так и в юридическом смысле этих слов.
Для фильмов, не получивших рейтинг Американской ассоциации, обычно используется обозначение NR (Not Rated), а для картин, вышедших в прокат до введения системы рейтингов, то есть до 1 ноября 1968 года, — обозначение U (Unrated). Данные обозначения, однако, не являются официально принятыми Американской ассоциацией.

## Исторические сведения
В ноябре 1968 года была принята первая версия нынешней системы рейтингов:
- G — нет возрастных ограничений (General Audiences);
- M — для любой зрительской аудитории, детей должны сопровождать взрослые (Mature Audiences);
- R — лица, не достигшие 16-летнего возраста, допускаются на сеанс только в присутствии родителей (Restricted Persons under 16 not permitted unless accompany by an adult);
- X — на сеанс не допускаются лица, не достигшие 17-летнего возраста (Adults only. No one under 17 admitted).

В 1969 году рейтинг M был переименован в GP (General Audiences — Parental guidance), а в 1970 году — в PG (Parental Guidance Suggested — желательно присутствие родителей).
1 июля 1984 года рейтинг PG в свою очередь был разделён на две части: PG и PG-13.
В ноябре 1990 года было дано объяснение, какие сцены могут подразумевать рейтинг R — жестокость, брань, обнажённые тела, употребление наркотиков. Также было дано подробное объяснение в различии рейтингов PG и PG-13. Рейтинг X был переименован в NC-17.

## Определение рейтинга фильма
Для определения рейтинга MPAA для каждого конкретного фильма создается специальная комиссия, которая просматривает его. После просмотра и обсуждения происходит голосование, в ходе которого фильму присваивают его будущий рейтинг.
Продюсерский состав и/или режиссёр кинокартины, в случае несогласия с решением комиссии, может подать апелляцию. В данном случае происходит создание повторной комиссии, состоящей из 14—18 человек. Комиссия повторно просматривает фильм, обсуждает несогласия создателей фильма, представленные в апелляции. Выявляются сцены, оказывающие определяющее влияние на рейтинг фильма, и вместе с официальным решением комиссии отправляются обратно создателям кинокартины. Далее создатели картины самостоятельно принимают решение — удалить эти сцены, переснять (перемонтировать) или согласиться с решением комиссии.